# Cova de les Ermites
La Cova de les Ermites és una obra d'origen medieval situada al municipi de Roses, a la comarca de l'Alt Empordà, a Catalunya. Es troba protegit com a bé cultural d'interès local.

## Història
El topònim "les Ermites" i l'aspecte de la cova, amb mostres evidents d'haver estat modificada per la mà de l'home, són indicis per suposar la probable ocupació per a la vida eremítica, en una època indeterminada (probablement altmedieval) per manca de troballes i de treballs de prospecció a la cova i a la rodalia. Hi ha la possibilitat de relacionar aquesta cova ermita amb el centre de culte que probablement existia a Montjoi (Magrigul).
La península de Norfeu presenta tot un conjunt de restes arqueològiques i arquitectòniques d'interès i de diversitat cronològica. Hi ha algunes altres coves naturals, inexplorades, la més pròxima a les Ermites -vers migdia- mesura uns 12m. de llargada. L'indret no era mancat d'aigua; la deu més propera a les Ermites és a l'altre vessant del turó, vers ponent, dita la Font de Norfeu, indret on hi ha un jaciment d'època romana. Al cim hi ha les restes de la torre de guaita de Norfeu -del segle xvi i derruïda el XVII- i sobre la cova del Traire, al SW, un forn de calç.
A uns 20 metres al nord de la cova de les Ermites, arrecerat sota el mateix marge de roca, hi ha les restes d'un corral a l'aire lliure, rectangular i bastit amb paret seca.

## Descripció
Situada dins la petita península que forma el cap de Norfeu, en un replà ubicat al vessant nord-est del turó més alt, coronat per la Torre de Norfeu. S'hi arriba des de la carretera de Roses a Cadaqués per Montjoi, mitjançant un corriol situat a l'alçada del coll de Canadell que baixa cap a la cala.
Cova natural oberta en un alt marge rocós i construïda en part artificialment. El tram inicial és força ample, però es va fent cada vegada més estreta a mesura que s'avança cap al fons. El sostre va baixant, de manera que al fons és impracticable. L'interior de la cova presenta rebaixos i retocs a les parets, a manera de bancs i lleixes, i també al sostre, així com el nivell del sòl, que és força planer. Té una xemeneia natural al costat sud, per on s'escola l'aigua que va a parar a un bassi de pedra situat a l'exterior, al costat sud de l'entrada. L'entrada a la cova, d'uns set metres d'amplada, es troba tancada amb un mur de pedra seca bastit amb pedra de pissarra escairada, col·locada a pla. La porta d'accés és rectangular i està descentrada cap a l'extrem sud.
Davant de la cova hi ha una construcció de grans dimensions, a manera de tancat. De planta més o menys rectangular està format per un mur bastit amb pedra travada en sec, que delimita la terrassa superior on hi ha la cova.
A l'extrem sud d'aquesta terrassa hi ha una barraca de planta quadrada, adossada al marge rocós, amb la coberta a doble vessant de lloses de pissarra. Interiorment presenta una forma copular, amb lloses grans, en alguns punts travades amb fang. Bastida amb pedra pissarra escairada, disposada de forma planera i lligada en sec. La porta està situada al mur de llevant i està descentrada cap al sud. D'obertura rectangular, també presenta una llinda monolítica.